# La peggiore settimana della nostra vita
La peggiore settimana della nostra vita (Worst Week) è una sitcom statunitense trasmessa tra il 2008 e il 2009 su CBS. Creata da Mark Bussel e Justin Sbresni e prodotta dalla Hat Trick Productions, Universal Media Studios e CBS Paramount Network Television, è un remake della serie britannica The Worst Week of My Life, andata in onda su BBC One dal 2004 per due stagioni.
La sitcom non è stata però fortunata negli Stati Uniti e CBS ha deciso non riconfermare la serie, interrompendola dopo una sola stagione.
In Italia la serie è stata interamente trasmessa in chiaro in prima visione assoluta su Rai 2 dal 7 giugno al 9 agosto 2009, ogni domenica con un doppio episodio.

## Trama
Sam e la compagna Melanie scoprono di aspettare un figlio. La notizia viene presa con grande entusiasmo dalla coppia e non resta che dare la notizia ai genitori. I due prendono una settimana di ferie per poterla passare con la famiglia di Melanie, composta dal padre Dick (che detesta Sam) e la madre Angela.

## Episodi
| Stagione       | Episodi | Prima TV USA | Prima TV Italia |
| -------------- | ------- | ------------ | --------------- |
| Prima stagione | 16      | 2008-2009    | 2009            |